# Kudowa-Zdrój
Kudowa-Zdrój là một thị trấn thuộc huyện Kłodzki, tỉnh Dolnośląskie ở miền tây nam Ba Lan. Thị trấn có diện tích 34 km². Đến ngày 1 tháng 1 năm 2011, dân số của thị trấn là 10112 người và mật độ 298 người/km².